# Boothbay Harbor (Maine)
Boothbay Harbor est une ville américaine située dans le Comté de Lincoln, dans le Maine. Selon le recensement de 2020, sa population est de 2 027 habitants.